# Brandtita
La brandtita és un mineral de la classe dels fosfats que pertany al grup de la brandtita. Rep el nom en honor del químic suec Georg Brandt (Riddarhyttan, Suècia, 26 de juny de 1694 - Estocolm, 29 d'abril de 1768), el descobridor del cobalt.

## Característiques
La brandtita és un arsenat de fórmula química Ca₂(Mn2+,Mg)(AsO₄)₂·2H₂O. Cristal·litza en el sistema monoclínic. La seva duresa a l'escala de Mohs és 3,5.
Segons la classificació de Nickel-Strunz, la brandtita pertany a «08.CG - Fosfats sense anions addicionals, amb H₂O, amb cations de mida mitjana i gran, RO₄:H₂O = 1:1» juntament amb els següents minerals: cassidyita, col·linsita, fairfieldita, gaitita, messelita, parabrandtita, talmessita, hillita, roselita, wendwilsonita, zincroselita, rruffita, ferrilotharmeyerita, lotharmeyerita, mawbyita, mounanaïta, thometzekita, tsumcorita, cobaltlotharmeyerita, cabalzarita, krettnichita, cobalttsumcorita, niquellotharmeyerita, manganlotharmeyerita, schneebergita, niquelschneebergita, gartrellita, helmutwinklerita, zincgartrel·lita, rappoldita, fosfogartrel·lita, lukrahnita, pottsita i niqueltalmessita.

## Formació i jaciments
Va ser descoberta a la mina Harstigen, situada a la localitat de Pajsberg, a Filipstad (Värmland, Suècia). També ha estat descrita en altres indrets del planeta: Xile, els Estats Units, Anglaterra, Àustria, França, Alemanya, Grècia, Itàlia, Suïssa, República Txeca, Sud-àfrica, Kazakhstan i el Japó.